# Інтернетика
Інтернетика (рос. интернетика, англ. internetics) — сукупність двох наукових напрямків, які активно розвиваються на цей час, — теорії інформаційного пошуку (information retrieval) та теорії складних мереж (complex networks).
На даний час термін «інтернетика» має два трактування. В рамках першого, він розглядається як науковий напрямок, який вивчає властивості та способи використання Інтернет переважно в аспекті впливу на соціально-економічні процеси. Це трактування у певній мірі звужує область досліджень. Друге трактування, автором якого є Дж. Фокс (G. Fox) из Сиракузького університету (США), 
розглядає інтернетику як розвиток інформатики у напрямку застосування сучасних мережних обчислень в усіх галузях науки, охоплення величезних ресурсів, що розподілені в мережному середовищі. Тому предметом інтернетики є структура і динаміка мережних
процесів, вивчення притаманних їм сталих закономірностей.